# Xã St. Johns, Quận Harrison, Iowa
Xã St. Johns (tiếng Anh: St. Johns Township) là một xã thuộc quận Harrison, tiểu bang Iowa, Hoa Kỳ. Năm 2010, dân số của xã này là 4.055 người.